# Шпигель, Рафаэль
Рафаэль Шпигель (нем. Raphael Spiegel родился 19 декабря 1992 в Рюттенене, Швейцария) — швейцарский футболист, вратарь клуба «Лозанна». Чемпион мира среди юношей 2009.

## Карьера
Шпигель начал карьеру в родном городе, играя за «Рюттенен». В 2007 году он перешёл в «Грассхоппер». Там он регулярно играл за молодёжный состав, но не смог закрепиться в первой команде и в начале сезона 2011—2012 был отправлен в аренду в «Виль». Когда Шпигель вернулся в «Грассхопер», его отправили в аренду в «Брюль». Он дебютировал за новый клуб 6 ноября 2011 года в матче против «Локарно». В начале сезона 2012/2013 он перешёл в английский «Вест Хэм Юнайтед». Шпигель выступал за молодёжный состав «Вест Хэма», в сезоне 2014/2015 трижды отдавался в месячные аренды клубам «Кроули Таун», «Барнет» и «Карлайл Юнайтед».
Шпигель выступал за молодёжную сборную Швейцарии. Он входил в состав швейцарской команды среди игроков младше 17 лет, которая выиграла в 2009 году Кубок мира. Он оставался на скамейке запасных на протяжении всего турнира.
Летом 2017 года подписал контракт с португальской «Боавиштой» в качестве свободного агента.